# フォルトナ
フォルトナ株式会社（英: Fortna Inc.）は、ハイクラス転職・コンサル転職・ポストコンサル転職支援等の人材紹介業を展開する日本の企業。職業紹介許可・届出受理番号は13-ユ-310161。

## 概要
2017年に代表取締役の三石真司により設立。
役員をはじめ、コンサル転職・ポストコンサル転職におけるトップエージェント出身者が在籍しており、三石はアクシスコンサルティング出身、取締役副社長の池原保はコンコードエグゼクティブグループ出身である。
また、デロイトトーマツコンサルティング、アビームコンサルティング、ベイカレントなどのコンサルファーム出身者を擁する。
各コンサルファームのエグゼクティブ（CXO、パートナー、経営幹部、役員など）と強固なネットワークを保持しており、トップアプローチを特徴とする。また、「転職」「キャリア」の上段にある豊かな人生への貢献を標榜しており、ビジネスリーダーの自己実現にフォーカスした支援に注力している。
2020年、ダイヤモンド社企画で、マイナビ、JAC Recruitment、エン・ジャパン、エンワールド・ジャパン、パーソルキャリア、ビズリーチ等、大手人材紹介会社が選ぶトップ転職エージェントに選出される。選ばれた主要7業界31のトップエージェントのうち、コンサルティング業界における選出。

## 沿革
- 2017年 東京都千代田区大手町にてフォルトナ株式会社設立